# مقاطعة غرين (بنسلفانيا)
مقاطعة غرين (بالإنجليزية: Greene County, Pennsylvania)‏ هي إحدى مقاطعات ولاية بنسلفانيا في الولايات المتحدة. بلغ عدد سكانها 38686 نسمة في عام 2010 حسب إحصاء مكتب تعداد الولايات المتحدة.

## أعلام
- جوزيف موريس
- جون إف. ويلي
- إدوارد مارتن
- بيل جورج
- نيلسون بي. ماكورميك

## وصلات خارجية
- www.co.greene.pa.us